# 土浦全国花火競技大会
土浦全国花火競技大会（つちうらぜんこくはなびきょうぎたいかい）は、茨城県土浦市で開催される花火競技大会である。日本三大花火大会及び日本三大競技花火大会の一つに数えられる。日本煙火協会が後援。

## 概要

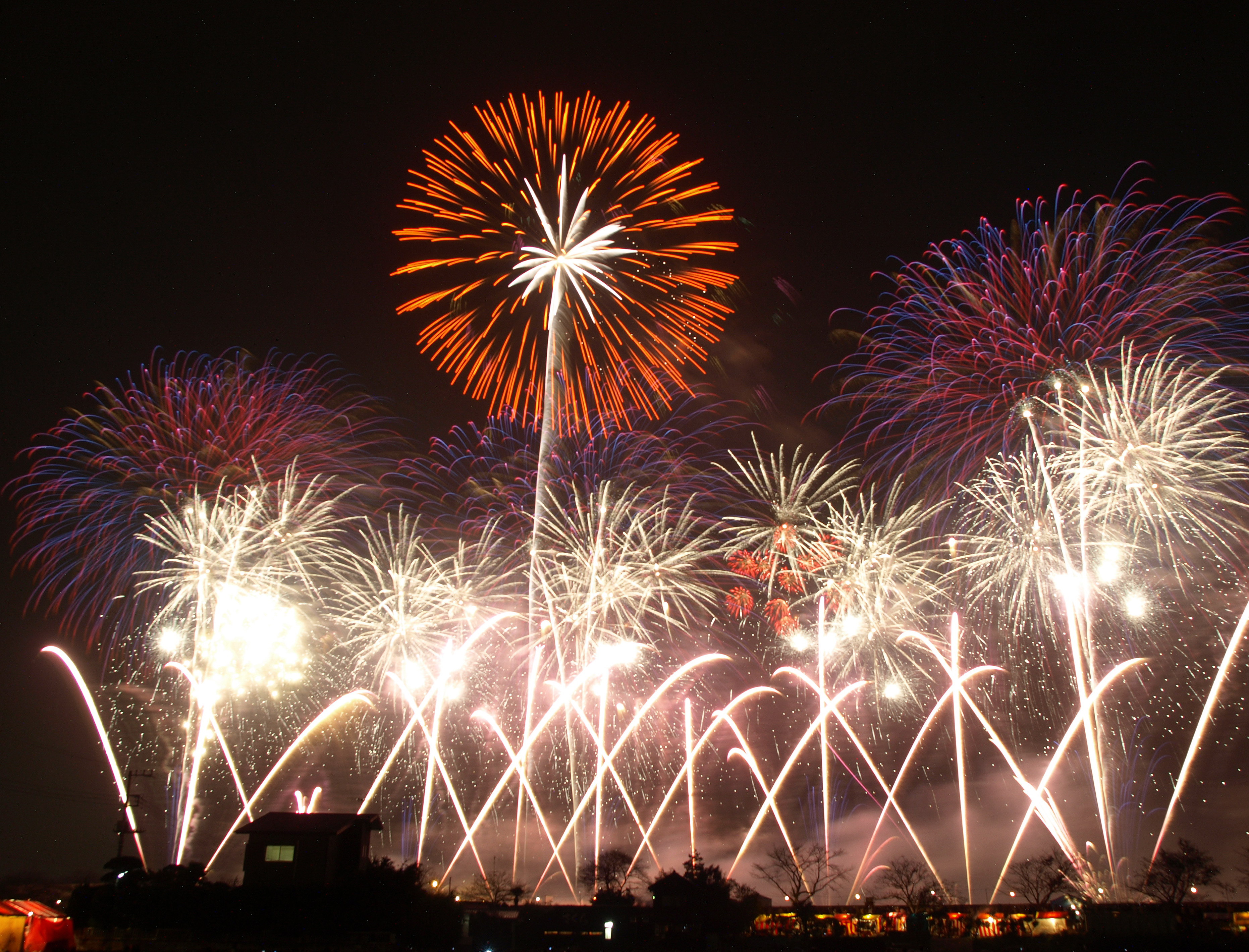
ワイドスターマイン 土浦花火づくし

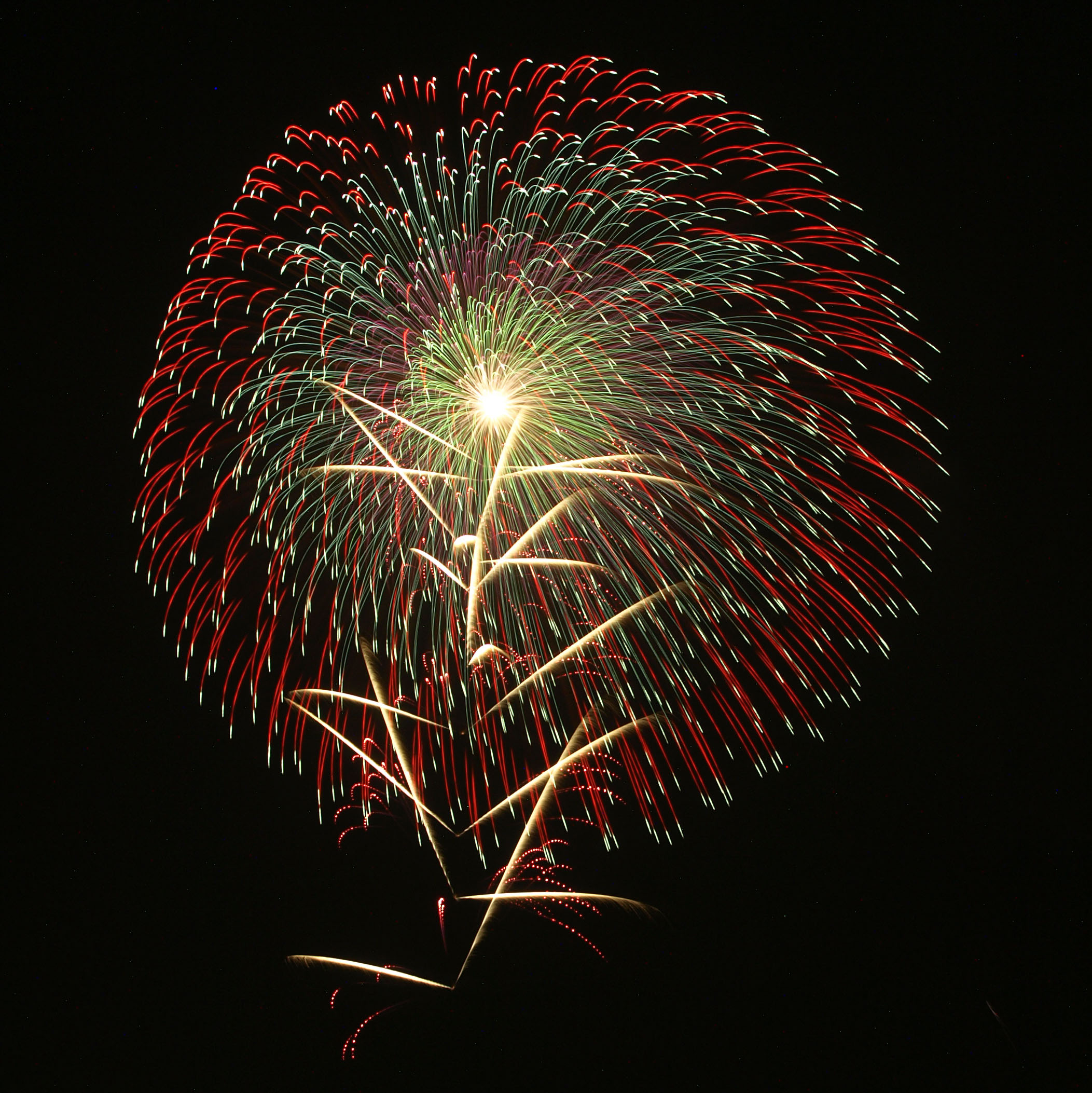
10号玉

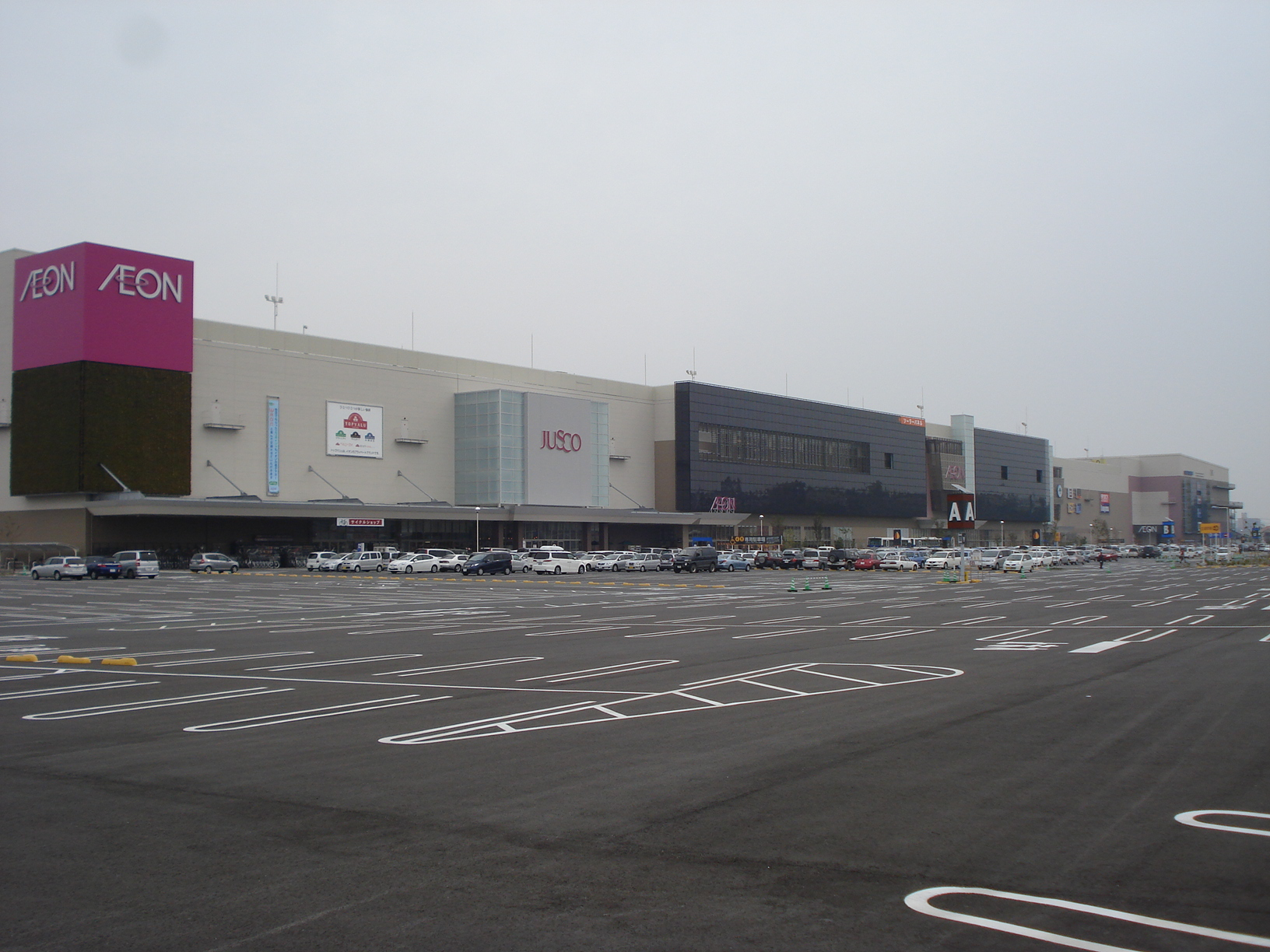
打ち上げ場周辺の立ち入り禁止区域に進出した大規模商店は開催日に全面休業する

毎年11月第1土曜日（荒天時は延期）に開催。秋季に定期開催される数少ない花火大会の1つである。スターマイン（速射連発花火）の部、10号玉の部、創造花火の部の3部門で競われている。
日本三大花火大会では唯一三大都市圏の開催であり、周辺人口の多さに加え、東京から日帰りが可能であるなど交通の便も良いことから、毎年約80万人の見物客が訪れる。

### 場所・時間
会場は土浦市の桜川に架かる茨城県道24号土浦境線の学園大橋付近下流側河川敷で、打ち上げは桟敷席の対岸にある市民運動広場において行われる。打ち上げ時間は例年17時30分から20時00分まで。
荒天の場合には翌週に延期される場合があり、2006年は大雨による川の増水により1週間延期された。雨天であっても開催はするが、この場合本来の目的である花火審査に影響しかねないこともあり問題視されている。実際に、2013年は雨天の影響があり、10号玉部門で審査ができない（審査席から目視不可能な）花火があったため、審査不可能な花火は最初に打ち上げる審査標準玉と同点とする措置を行った。

### 出品・実演
競技大会の出品方法は事前選考を行わず、業者も指定しない自由エントリー制（自由出品）となっている。この自由参加制度は出品者を多数集めるのに有用になっている、出品者は日本国内の花火製造会社がほとんどで、2011年は合計で69社が出品、うち24社は2部門にエントリーしていた。見物客にとって単調とならないように打ち上げは10号玉、創造花火、スターマインで2〜5出品者ずつ打ち上げ、これを最後まで繰り返す。1つの出品者がスターマインの打ち上げに要する時間は5分以内の場合が多く、歌や音楽に合わせて打ち上げられる場合も多い。
10号玉・創造花火・スターマインが繰り返されている途中で何度か、地元企業等による広告余興花火が打ち上げられる（この花火は審査には含まれない）。とりわけ、土浦市および大会実行委員会などによる余興花火である「ワイドスターマイン 土浦花火づくし」は、打ち上げ区域全体を利用して打ち上げる。なお、全てのエントリー打ち上げ終了後にはエンディング花火として、7号玉をその大会の回数分打ち上げて終了となる。

### 賞
総合優勝者には内閣総理大臣賞（2000年から）、スターマインの部優勝に経済産業大臣賞、10号玉の部優勝には中小企業庁長官賞、創造花火の部優勝に茨城県知事賞が与えられる。内閣総理大臣賞は、3部門の優勝作品の中から、技術的・芸術的に最も優れた作品1作品に授与される（前述の2013年は、10号玉部門の審査に支障があったため対象から除外し、創造花火・スターマインのみで審査）。

### 観覧席
打ち上げ会場対岸の河川敷及び堤防に桟敷席（招待席も含む）と椅子席、無料の一般観覧席が、堤防を挟んだ後方に団体専用桟敷席が用意されている。桟敷席は毎年8月に申込を数日間受け付け、後日抽選を行い当選してから代金を主催者の口座に入金する仕組みである。また違法な場所取り合戦が大会の半年前から横行していたため、一般観覧席の大会数日前からの場所取りは2007年から禁止された。その代わり、大会前日の12時に一般観覧席が無料で開放され先着順で場所取りをすることになった。桟敷席と椅子席、一般観覧席は塚田ポンプ場を隔てて隣り合っており、桟敷席後ろにある堤防は危険防止の観点から桟敷券や招待券を提示しないと通れない。
2022年は無料の一般観覧席は設けず、そのエリア全体を有料の椅子席へと変更した。また、学園大橋〜土浦橋までの堤防は立ち止まっての観覧を防止するため、全てバリケード（目隠し）で覆う形となった。
また、花火を見渡せるエリアは多く、後述の大会公式パンフレット付録の交通規制図などでおすすめ観覧エリアが記載されてある。

### 公式パンフレット
大会の半月ほど前から土浦市の各店舗などで1部100円で公式パンフレットを販売している。パンフレットには土浦の観光案内をはじめ、当回の花火の出品業者、花火のプログラム、帰りの列車時刻などが記載されている。交通規制図、お帰りマップが付録となっている。2022年以降はパンフレットは発行されず、大会当日に土浦駅前の観光案内所で簡易式のプログラムの配布を行っている。

## 歴史
1925年、霞ヶ浦海軍航空隊と親交が深かった新治郡土浦町（現在の土浦市文京町）の神龍寺24代住職・秋元梅峯が私財を投じて航空戦死者を慰める趣旨の花火会を霞ヶ浦湖畔の埋立地において行ったことが始まりである。当初は、9月に開催されていた。
第二次世界大戦による中断があり1946年に再開したが、住職の財産が無くなると共に中止が検討された。その後は日本煙火工業会（現在の日本煙火協会）の会長を務めた北島義一が出品者確保や入賞者に贈る賞の設立など大会の運営に尽力し、日本三大花火の1つに数えられるまでとなった。1959年には初めて「速射連発の部」を設け、それまで仕掛け花火の一部として見なされていた速射連発花火が独立した分野として扱われるきっかけを作った。
1971年からは現在の桜川にかかる学園大橋付近の開催となり、開催も原則10月第1土曜日となった。1988年には昭和天皇の病状悪化に伴い「自粛」した。
2015年は土浦市役所新庁舎開庁を記念して、打ち上げ総数を25,000発へと増やした。2016年からは通常の20,000発に戻った。しかしこれは最低量を保証するものであり、実際には量が数千程度増加することもある。
2018年に開催された大会では、スターマインの一部が落下、地上付近で破裂し、見物客10人が軽傷を負った。花火大会は事故および強風のため途中で打ち切り（中止）となった。
2019年は打ち上げ会場に風速計を設置するなど安全面を強化し、さらに10月上旬は茨城国体の期間中でもあり警備が困難とのことで、大会を3週間遅らせ国体終了後の10月26日に開催された。しかし、1つの筒に複数の花火玉を入れて同時に打ち上げた業者がいたことなどが原因による花火の落下が発生したため、前年に続き怪我人を出す結果となった。また、予定通りにプログラムが進行せず、全ての業者の打ち上げを消化できずに、終了時刻の20時30分を迎えることとなった。これにより、2年連続でコンテストとしては不成立の形となった。
2020年からは、従来の10月開催だと台風や大雨などの影響が発生することもあり、より安全に開催する観点から、開催時期を11月第1土曜日の開催に改めることに決定した。あわせて、前年の事故の原因となった「1つの筒に複数の花火玉を同時打ち上げ」を禁止するとともに、打ち上げ場所と観客席の距離も広げるなどの対策がとられることになった。ただしCOVID-19感染拡大防止のため、同年の開催は中止した。
2021年は有料観覧席の席数を上限約2万人とした上で、バス輸送を分散させるなど、感染症対策を講じた上での開催を検討してきたが、有料観覧席以外の観客をコントロールできないこと、首都圏を中心に感染拡大が続いていることから、最終的に中止となった。これにより、2年連続で中止となった。
2022年は新型コロナ対策として有料の桟敷席1ブロックの定員をこれまでの6人から4人に減らすことや、無料で開放してきた観覧エリアに椅子を設置して有料にし、来場者の密集を防ぐ形で3年ぶりに開催された。また、落下事故などもなくスムーズにプログラムが進行したため、コンテストとしては2017年以来5年ぶりに競技成立となった。
2024年は、11月2日が荒天予報の影響で中止。11月3日、並びに9日への予備日への再延期も設定されていたが、3日は洪水の影響が残り会場設営に支障をきたす可能性があること、また予備日（9日含む）では、警備の人手不足（推定470人分）などによる雑踏事故になる可能性があるため、年内中はこれらの予備日も取りやめとなり大会不成立となった。
すでに有料席は36000人分が販売されたが、年内の開催延期がなくなったため、プレイガイド購入者にはすべて払い戻し、またふるさと納税の納入返礼のチケット贈呈者に対しては代替品を送付するとした。しかし、これには土浦市に市民から苦情が相次いだ。

## 開催時の状況

### テレビ放送
- 毎年、地元ケーブルテレビJ:COM茨城が制作・放映している。なお、この模様は全国のJ:COMグループ各局「J:COMテレビ」にて同時放送される（一部の局を除く）。
- NHKでは、水戸放送局が2004年より制作・放映している。
  - 2004年にデジタル県域テレビ放送を開始したことを記念し、10月2日に総合テレビで全国に生中継した。
  - 2005年より、茨城県域ローカルで生中継を行っている（19時30分 - 20時43分。年度により、生中継のない年もある）。
  - 2014年には県域テレビ放送開始10周年を記念し、BSプレミアムにて、大会翌日の10月5日に特別番組『秋空に舞う!日本一の花火〜第83回土浦全国花火競技大会〜』が放送された[29]。
  - 2019年にはBSプレミアムにて『生中継!土浦全国花火競技大会2019〜天空を彩る花火師たち〜』と題し、10月26日の17時52分 - 21時の枠で生中継した[30]。
- 2017年、大会当日の10月7日にBSジャパン（現在のBSテレ東）にて『生中継!日本三大花火 土浦全国花火競技大会』と題した生中継特別番組を放送（18時30分 - 20時54分）。また、YouTubeの同局公式チャンネルにて4K技術によるライブ映像の同時配信を実施した[31]。

### ラジオ放送
LuckyFM茨城放送が2000年から『Saturday night IN HANABI』と題して毎年実況放送を行っている他、13時から18時頃まで会場から土浦市内にある駐車場の空き状況や会場の様子等を放送している（2006年は当初放送予定であったが、順延のため枠確保できず中止）。土浦局及び県西中継局限定の放送もあった。
2018年は前述の事故、強風による途中打ち切りとなったため20時で中継を打ち切り、以降はフィラー扱いで21時まで音楽を流した。
2024年は当初の開催予定日前日の11月1日に開催中止（延期予備日も消滅）となったため、当番組の放送とYouTubeチャンネル配信も取りやめられ、2日は17:25までの短縮版の予定とした『土曜王国』を18時までの通常版に準じた放送に戻した他、花火大会中継の当該時間帯も、通常の土曜日編成に準じたものに戻した（但し19時台の『週刊ニュースポ!』のみは基から休止のままで、当該枠は再放送番組の『原発の行方〜田中俊一が語る現状、そして未来〜』に差し替えられた）。

### 会場付近の商業施設
基本的に通常通り営業しており、中には特別営業を行う施設もある。2009年5月28日にオープンしたイオン土浦ショッピングセンター（現在のイオンモール土浦）に関しては、花火大会開催にともなう危険防止などの理由で設定された立入禁止区域に立地しているため、店舗駐車場への無断駐車なども考慮した結果打上げ場所は変更せず、開催当日は全館で臨時休業することになった。同ショッピングセンター発着の路線バスも終日運休する。

### ゴミ問題
花火大会終了後には、観覧客が出したと見られる食べ物の容器や包装などがごみとなって会場内に放棄されている。当然こうしたごみ放棄を主催者は認めていないが、毎年地元中学生等のボランティアや市職員で大会終了後にごみの片付けを行っている。その作業は時間が掛かり、5時頃から行っている団体もある。

## 交通アクセス

### 鉄道・バス利用
- JR常磐線・土浦駅より臨時バスで約10分。

- 当日有料シャトルバス

土浦駅東口より15時 - 17時30分まで運行。関東鉄道では県内各営業所や子会社（関鉄パープルバス・関鉄グリーンバス・関鉄観光バス）から車両・運転士を大量動員させており、ピーク時は頻発運転となる。会場付近と土浦駅東口間に通っている土浦高架道をバス専用道路・車両待機場所とすることにより、渋滞なく観客輸送できるよう工夫がなされている。PASMO・Suica等交通系ICカードでの乗車券引き換えが可能。
- 土浦駅東口発会場行き（関鉄系とジェイアールバス関東の共同運行）
- 会場発土浦駅東口行き（関鉄系とジェイアールバス関東の共同運行）

18時30分 - 21時30分まで運行
- つくばエクスプレス・つくば駅より土浦駅行の路線バス

この方面からの最短ルートであり会場付近を通ることから例年渋滞と混雑に遭遇する。そのため実行委員会はほぼ推奨しておらず、利用する場合でも14時30分までの会場到着を勧めている。通常は会場前を通るが、つくばセンター発14時以降は土浦駅方面への運行は取りやめとなった。14時以降はつくばセンターから荒川沖駅、ひたち野うしく駅行きの路線バスを利用し、常磐線で土浦駅へアクセスする形となる。
つくば駅との間に臨時バスは運行されない（2005年を除く）。2017年からは、大会終了後に会場西側の粕毛停留所からつくばセンター（つくば駅）へ臨時運行を行っている。

#### 臨時列車
JR常磐線は、普段土浦駅を通過する特急列車（スーパーひたち→ひたち）が臨時停車したり、臨時列車が運行される特別体制となる。上り（東京方面）の臨時列車の大半は我孫子駅（土浦駅から32.5km）止まり、一部は松戸駅（同48.1km）止まりで東京都内を目前にして終着としている。
これは東京寄りの区間の線路容量に余裕がなく、定期列車に接続することで対応しているため。一方、余裕のある下り（水戸方面）の臨時列車は、水戸駅（同51.5km）、勝田駅（同57.3km）まで通し運行している。
帰宅時間帯（20 - 22時台）には臨時・特急合わせて概ね10分に1本の割合で発車するよう臨時ダイヤが組まれる。観客動員数の割には少ない本数であるが、普通列車の場合通常時と同じ10 - 15両の長編成で大量の帰宅客を捌く。年によっては回送特急車両を乗客に開放し土浦駅から我孫子駅まで無停車の「快速」運転をすることもある。

### 自動車利用
常磐自動車道からのアクセスは、桜土浦ICから国道354号、国道6号を経由し、土浦北ICからは国道125号、国道6号を経由する。駐車場は臨時駐車場あり、2023年はakippaでの事前予約制が一部臨時駐車場で導入された。